# Produto semidireto
Em matemática, especificamente na teoria dos grupos, um produto semidireto é uma generalização de um produto direto. Existem dois conceitos intimamente relacionados de produto semidireto:
- um produto semidireto interno é uma maneira particular pela qual um grupo pode ser composto de dois subgrupos, um dos quais é um subgrupo normal.
- um produto semidireto externo é uma maneira de construir um novo grupo a partir de dois grupos dados, usando o produto cartesiano como um conjunto e uma operação de multiplicação particular.

Como ocorre com os produtos diretos, há uma equivalência natural entre os produtos semidiretos internos e externos, e ambos são comumente chamados de produtos semidiretos.
Para os grupos finitos, o teorema de Schur-Zassenhaus fornece uma condição suficiente para a existência de uma decomposição como um produto semidireto (também conhecido como extensão cindida).

## Definições de produto semidireto interno
Dado um grupo G com elemento de identidade e, um subgrupo H e um subgrupo normal N ◁ G, as seguintes declarações são equivalentes:
- G é o produto dos subgrupos, G = NH, e esses subgrupos têm intersecção trivial: {\displaystyle M\cap N=\{e\}} .
- Para cada g ∈ G, existem n ∈ N e h ∈ H únicos tais que g = nh.
- Para cada g ∈ G existem h ∈ H e n ∈ N únicos tais que g = hn.
- A composição π ∘ i da inclusão natural i: H → G com a projeção natural π: G → G/N é um isomorfismo entre H e o grupo quociente G/N.
- Existe um homomorfismo G → H que é a identidade em H e cujo núcleo é N. Em outras palavras, há uma sequência exata cindida

{\displaystyle 1\to N\to G\to H\to 1}
de grupos (também conhecida como extensão de grupo de {\displaystyle N} por {\displaystyle H})
Se qualquer uma dessas afirmações for válida (e, portanto, todas elas forem válidas, devido à sua equivalência), diz-se que G é o produto semidireto de N e H, escrito
{\displaystyle G=N\rtimes H} ou {\displaystyle G=H\ltimes N,}
ou que G cinde sobre N; diz-se também que G é um produto semidireto de H agindo sobre N, ou mesmo um produto semidireto de H e N. Para evitar ambiguidades, é aconselhável especificar qual dos subgrupos é normal.

## Produtos semidiretos internos e externos
Considere primeiramente o produto semidireto interno. Neste caso, para um grupo {\displaystyle G}, considere seu subgrupo normal N e o subgrupo H (não necessariamente normal). Suponha que as condições na lista acima sejam válidas. Seja Aut(N) o grupo de todos os automorfismos de N, que é um grupo sob a operação de composição. Construa um homomorfismo de grupos φ: H → Aut(N) definido pela conjugação φ(h)(n) = hnh−1 para todo h em H e n em N. A expressão φ(h) é frequentemente escrita como φh para abreviar. Desta forma, pode-se construir um grupo {\displaystyle G'=(N,H)} com operação de grupo definida como {\displaystyle (n_{1},h_{1})\cdot (n_{2},h_{2})=(n_{1}\varphi (h_{1})(n_{2}),\,h_{1}h_{2})=(n_{1}\varphi _{h_{1}}(n_{2}),\,h_{1}h_{2})} para n1, n2 em N e h1, h2 em H. Os subgrupos N e H determinam G a menos de isomorfismos, como será mostrado posteriormente. Dessa forma, pode-se construir o grupo G a partir de seus subgrupos. Esse tipo de construção é chamado de produto semidireto interno.

Considere agora o produto semidireto externo. Dados quaisquer dois grupos N e H e um homomorfismo de grupos φ: H → Aut(N), pode-se construir um novo grupo {\displaystyle N\rtimes _{\varphi }H}, chamado de produto semidireto externo de N e H com respeito a φ, definido como segue:
- O conjunto subjacente é o produto cartesiano N × H.
- A operação {\displaystyle \bullet } do grupo é determinada pelo homomorfismo φ:
{\displaystyle {\begin{aligned}\bullet :(N\rtimes _{\varphi }H)\times (N\rtimes _{\varphi }H)&\to N\rtimes _{\varphi }H\\(n_{1},h_{1})\bullet (n_{2},h_{2})&=(n_{1}\varphi (h_{1})(n_{2}),\,h_{1}h_{2})=(n_{1}\varphi _{h_{1}}(n_{2}),\,h_{1}h_{2})\end{aligned}}}
para n1, n2 em N e h1, h2 em H.

Isso define um grupo em que o elemento neutro é (eN, eH) e o inverso do elemento (n, h) é (φh−1(n−1), h−1). Pares (n, eH) formam um subgrupo normal isomorfo a N, enquanto pares (eN, h) formam um subgrupo isomorfo a H. O grupo completo é um produto semidireto desses dois subgrupos no sentido dado anteriormente.
Reciprocamente, suponha que seja dado um grupo G com um subgrupo normal N e um subgrupo H, de modo que cada elemento g de G pode ser escrito unicamente na forma g = nh, com n em N e h em H. Seja φ: H → Aut(N) o homomorfismo (escrito φ(h) = φh) dado por
{\displaystyle \varphi _{h}(n)=hnh^{-1}}
para todo n ∈ N, h ∈ H
Então G é isomorfo ao produto semidireto N ⋊φ H. O isomorfismo λ: G → N ⋊φ H é bem definido por λ(a) = λ(nh) = (n, h) devido à unicidade da decomposição a = nh.
Em G, tem-se
{\displaystyle (n_{1}h_{1})(n_{2}h_{2})=n_{1}h_{1}n_{2}(h_{1}^{-1}h_{1})h_{2}=(n_{1}\varphi _{h_{1}}(n_{2}))(h_{1}h_{2})}
Assim, para a = n1h1 b = n2h2 obtém-se
{\displaystyle {\begin{aligned}\lambda (ab)&=\lambda (n_{1}h_{1}n_{2}h_{2})=\lambda (n_{1}\varphi _{h_{1}}(n_{2})h_{1}h_{2})=(n_{1}\varphi _{h_{1}}(n_{2}),h_{1}h_{2})=(n_{1},h_{1})\bullet (n_{2},h_{2})\\[5pt]&=\lambda (n_{1}h_{1})\bullet \lambda (n_{2}h_{2})=\lambda (a)\bullet \lambda (b),\end{aligned}}}
o que prova que λ é um homomorfismo. Visto que λ é obviamente um epimorfismo e monomorfismo, então é de fato um isomorfismo. Isso também explica a definição da regra de multiplicação em N ⋊φ H.
O produto direto é um caso especial do produto semidireto. Para ver isso, seja φ o homomorfismo trivial (isto é, que leva todos os elementos de H para no automorfismo identidade de N) então N ⋊φ H é o produto direto N × H.
Uma versão do lema da cisão para grupos afirma que um grupo G é isomorfo a um produto semidireto dos dois grupos N e H se, e somente se, existe uma sequência exata curta
{\displaystyle 1\longrightarrow N\,{\overset {\beta }{\longrightarrow }}\,G\,{\overset {\alpha }{\longrightarrow }}\,H\longrightarrow 1}
e um homomorfismo de grupos γ: H → G tal que α ∘ γ = idH, a aplicação identidade em H. Neste caso, φ: H → Aut(N) é dada por φ(h) = φh, em que
{\displaystyle \varphi _{h}(n)=\beta ^{-1}(\gamma (h)\beta (n)\gamma (h^{-1})).}

## Exemplos

### Grupo diedral
O grupo diedral {\displaystyle D_{2n}} com 2n elementos é isomorfo a um produto semidireto dos grupos cíclicos {\displaystyle C_{n}} e {\displaystyle C_{2}}. Aqui, o elemento não identidade de {\displaystyle C_{2}} age sobre {\displaystyle C_{n}} invertendo elementos; este é um automorfismo, pois {\displaystyle C_{n}} é abeliano. A presentação deste grupo é:
{\displaystyle \langle a,\;b\mid a^{2}=e,\;b^{n}=e,\;aba^{-1}=b^{-1}\rangle .}

#### Grupos cíclicos
Mais geralmente, um produto semidireto de quaisquer dois grupos cíclicos {\displaystyle C_{m}} com gerador a e {\displaystyle C_{n}} com gerador b é dado por uma relação extra, aba−1 = bk, com k e n coprimos; o que corresponde à presentação
{\displaystyle \langle a,\;b\mid a^{m}=e,\;b^{n}=e,\;aba^{-1}=b^{k}\rangle .}
Se r e m são coprimos, ar é um gerador de {\displaystyle C_{m}} e arba−r = bkr, então a presentação
{\displaystyle \langle a,\;b\mid a^{m}=e,\;b^{n}=e,\;aba^{-1}=b^{k^{r}}\rangle }
fornece um grupo isomorfo ao anterior.

### Grupo fundamental da garrafa de Klein
O grupo fundamental da garrafa de Klein pode ser apresentado na forma
{\displaystyle \langle a,\;b\mid aba^{-1}=b^{-1}\rangle .}
Portanto, é um produto semidireto do grupo dos inteiros, ℤ, com ℤ. O homomorfismo correspondente φ: ℤ → Aut(ℤ) é dado por φ(h)(n) = (−1)hn.

### Matrizes triangulares superiores
O grupo {\displaystyle \mathbb {T} _{n}} das matrizes triangulares superiores com determinante diferente de zero, ou seja, com entradas diferentes de zero na diagonal, tem uma decomposição como produto semidireto {\displaystyle \mathbb {T} _{n}\cong \mathbb {U} _{n}\rtimes \mathbb {D} _{n}} em que {\displaystyle \mathbb {U} _{n}} é o subgrupo das matrizes com apenas {\displaystyle 1} na diagonal, que é chamada de grupo das matrizes unitriangulares superiores, e {\displaystyle \mathbb {D} _{n}} é o subgrupo das matrizes diagonais..A ação do grupo {\displaystyle \mathbb {D} _{n}} sobre {\displaystyle \mathbb {U} _{n}} é induzida pela multiplicação matricial. Definindo
{\displaystyle A={\begin{bmatrix}x_{1}&0&\cdots &0\\0&x_{2}&\cdots &0\\\vdots &\vdots &&\vdots \\0&0&\cdots &x_{n}\end{bmatrix}}} e {\displaystyle B={\begin{bmatrix}1&a_{12}&a_{13}&\cdots &a_{1n}\\0&1&a_{23}&\cdots &a_{2n}\\\vdots &\vdots &\vdots &&\vdots \\0&0&0&\cdots &1\end{bmatrix}}}
seu produto matricial é
{\displaystyle AB={\begin{bmatrix}x_{1}&x_{1}a_{12}&x_{1}a_{13}&\cdots &x_{1}a_{1n}\\0&x_{2}&x_{2}a_{23}&\cdots &x_{2}a_{2n}\\\vdots &\vdots &\vdots &&\vdots \\0&0&0&\cdots &x_{n}\end{bmatrix}}.}
Isso induz a ação de grupo {\displaystyle m:\mathbb {D} _{n}\times \mathbb {U} _{n}\to \mathbb {U} _{n}} dada por
{\displaystyle m(A,B)={\begin{bmatrix}1&x_{1}a_{12}&x_{1}a_{13}&\cdots &x_{1}a_{1n}\\0&1&x_{2}a_{23}&\cdots &x_{2}a_{2n}\\\vdots &\vdots &\vdots &&\vdots \\0&0&0&\cdots &1\end{bmatrix}}.}
Uma matriz em {\displaystyle \mathbb {T} _{n}} pode ser representado por matrizes em {\displaystyle \mathbb {U} _{n}} e {\displaystyle \mathbb {D} _{n}}. Consequentemente {\displaystyle \mathbb {T} _{n}\cong \mathbb {U} _{n}\rtimes \mathbb {D} _{n}}.

### Grupo de isometrias no plano
O grupo euclidiano de todos os movimentos rígidos (isometrias) do plano (funções f: ℝ2 → ℝ2 tais que a distância euclidiana entre x e y é igual à distância entre f(x) e f(y) para todos os x e y em ℝ2) é isomorfo a um produto semidireto do grupo abeliano ℝ2 (que descreve translações) e o grupo O(2) de matrizes ortogonais 2 × 2 (que descreve rotações e reflexões que mantêm a origem fixa). Aplicar uma translação e depois uma rotação ou reflexão tem o mesmo efeito que aplicar primeiro a rotação ou reflexão e depois uma translação pelo vetor de translação rotacionado ou refletido (ou seja, aplicar o conjugado da translação original). Isso mostra que o grupo de translações é um subgrupo normal do grupo euclidiano, que o grupo euclidiano é um produto semidireto do grupo de translações e O(2), e que o homomorfismo correspondente φ: O(2) → Aut(ℝ2) é dado pela multiplicação de matrizes: φ(h)(n) = hn.

### Grupo ortogonal O(n)
O grupo ortogonal O(n) de todas as matrizes ortogonais reais n × n (intuitivamente o conjunto de todas as rotações e reflexões do espaço n dimensional que mantém a origem fixa) é isomorfo a um produto semidireto do grupo SO(n) (que consiste de todas as matrizes ortogonais com determinante 1, intuitivamente as rotações do espaço n dimensional) e C2. Se C2 for representado como o grupo multiplicativo de matrizes {I, R}, onde R é uma reflexão do espaço n dimensional que mantém a origem fixa (ou seja, uma matriz ortogonal com determinante –1 representando uma involução), então φ: C2 → Aut(SO(n)) é dada por φ(H)(N) = HNH−1, para todos H em C2 e N em SO(n). No caso não trivial (quando H não é a identidade), isso significa que φ(H) é a conjugação de operações pela reflexão (no espaço tridimensional um eixo de rotação e a direção de rotação são substituídos por sua "imagem espelhada").

### Transformações semilineares
O grupo de transformações semilineares em um espaço vetorial V sobre um corpo 𝕂, frequentemente denotado ΓL(V), é isomorfo a um produto semidireto do grupo linear GL(V) (um subgrupo normal de ΓL(V)), e o grupo de automorfismos de 𝕂.

### Grupos cristalográficos
Na cristalografia, o grupo espacial de um cristal se divide como o produto semidireto do grupo de pontos e do grupo de translação se, e somente se, o grupo espacial for simórfico. Os grupos espaciais não simórficos têm grupos de pontos que nem mesmo estão contidos como subconjunto do grupo espacial, o que é responsável por grande parte da complicação em sua análise.

## Não exemplos
Existem muitos grupos que não podem ser expressos como um produto semidireto de grupos, embora contenham um subgrupo normal não trivial. Obviamente, todo grupo simples não pode ser expresso como um produto semidireto, mas também existem alguns contraexemplos comuns. Observe que embora nem todo grupo {\displaystyle G} possa ser expresso como uma extensão cindida de {\displaystyle H} por {\displaystyle A}, verifica-se que esse grupo pode ser imerso no produto entrelaçado {\displaystyle A\wr H} pelo teorema da imersão universal.

### Z4
O grupo cíclico {\displaystyle \mathbb {Z} _{4}} não é um grupo simples, pois tem um subgrupo de ordem 2, a saber {\displaystyle \{0,2\}\cong \mathbb {Z} _{2}} é um subgrupo e seu quociente é {\displaystyle \mathbb {Z} _{2}}, então há uma extensão
{\displaystyle 0\to \mathbb {Z} _{2}\to \mathbb {Z} _{4}\to \mathbb {Z} _{2}\to 0}Se a extensão fosse cindida, o grupo {\displaystyle G} em
{\displaystyle 0\to \mathbb {Z} _{2}\to G\to \mathbb {Z} _{2}\to 0}
seria isomorfo a {\displaystyle \mathbb {Z} _{2}\times \mathbb {Z} _{2}}.

### Q8
O grupo dos oito quatérnios {\displaystyle \{\pm 1,\pm i,\pm j,\pm k\}}, em que {\displaystyle ijk=-1} e {\displaystyle i^{2}=j^{2}=k^{2}=-1}, é outro exemplo de um grupo que possui subgrupos não triviais, mas ainda assim não cinde. Por exemplo, o subgrupo gerado por {\displaystyle i} é isomorfo a {\displaystyle \mathbb {Z} _{4}} e é normal. Ele também tem um subgrupo de ordem {\displaystyle 2} gerado por {\displaystyle -1}. Isso significaria {\displaystyle Q_{8}} teria que ser uma extensão cindida em
{\displaystyle 0\to \mathbb {Z} _{4}\to Q_{8}\to \mathbb {Z} _{2}\to 0}
o que não pode acontecer. Isso pode ser mostrado calculando-se o primeiro grupo de cohomologia de grupos de {\displaystyle \mathbb {Z} _{2}} com coeficientes em {\displaystyle \mathbb {Z} _{4}}, então {\displaystyle H^{1}(\mathbb {Z} _{2},\mathbb {Z} _{4})\cong \mathbb {Z} /2} e observando-se que os dois grupos nessas extensões são {\displaystyle \mathbb {Z} _{2}\times \mathbb {Z} _{4}} e o grupo diedral {\displaystyle D_{8}}. Mas, como nenhum desses grupos é isomorfos a {\displaystyle Q_{8}}, o grupo dos quatérnios não cinde. Esta não existência de isomorfismos pode ser verificada observando que a extensão trivial é abeliana enquanto que {\displaystyle Q_{8}} não é abeliano, e observando que os únicos subgrupos normais são {\displaystyle \mathbb {Z} _{2}} e {\displaystyle \mathbb {Z} _{4}}, mas {\displaystyle Q_{8}} tem três subgrupos isomorfos a {\displaystyle \mathbb {Z} _{4}}.

## Propriedades
Se G é o produto semidireto do subgrupo normal N e do subgrupo H, e tanto N quanto H são finitos, então a ordem de G é igual ao produto das ordens de N e H. Isso decorre do fato de que G é da mesma ordem que o produto semidireto externo de N e H, cujo conjunto subjacente é o produto cartesiano N × H.

### Relação com produtos diretos
Suponha que G seja um produto semidireto do subgrupo normal N e do subgrupo H. Se H também é normal em G, ou equivalentemente, se existe um homomorfismo G → N que é a identidade em N com núcleo H, então G é o produto direto de N e H.
O produto direto de dois grupos N e H pode ser pensado como o produto semidireto de N e H com respeito a φ(h) = idN para todo h em H.
Observe que em um produto direto, a ordem dos fatores não é importante, uma vez que N × H é isomorfo a H × N O mesmo não vale para os produtos semidiretos, pois os dois fatores desempenham papéis diferentes.
Além disso, o resultado de um produto semidireto (próprio) por meio de um homomorfismo não trivial nunca é um grupo abeliano, mesmo que os grupos fatores sejam abelianos.

### Não unicidade dos produtos semidiretos (e outros exemplos)
Ao contrário do que ocorre com o produto direto, um produto semidireto de dois grupos não é, em geral, único; se G e G′ são dois grupos que contêm cópias isomorfas de N como um subgrupo normal e H como um subgrupo, e ambos são um produto semidireto de N e H, então não resulta que G e G′ são isomorfos porque o o produto semidireto também depende da escolha de uma ação de H sobre N.
Por exemplo, existem quatro grupos não isomorfos de ordem 16 que são produtos semidiretos de C8 e C8; neste caso, C8 é necessariamente um subgrupo normal porque tem índice 2. Um desses quatro produtos semidiretos é o produto direto, enquanto os outros três são grupos não abelianos:
- o grupo diedral de ordem 16
- o grupo quasidiedral de ordem 16
- o grupo de Iwasawa de ordem 16

Se um determinado grupo for um produto semidireto, não haverá garantia de que essa decomposição seja única. Por exemplo, existe um grupo de ordem 24 (o único contendo seis elementos de ordem 4 e seis elementos de ordem 6) que pode ser expresso como produto semidireto das seguintes maneiras: (D8 ⋉ C3) ≅ (C2 ⋉ Q12) ≅ (C2 ⋉ D12) ≅ (D6 ⋉ V).

### Existência
Em geral, não há caracterização conhecida (ou seja, uma condição necessária e suficiente) para a existência de produtos semidiretos em grupos. No entanto, são conhecidas algumas condições suficientes que garantem a existência em certos casos. Para grupos finitos, o teorema de Schur-Zassenhaus garante a existência de um produto semidireto quando a ordem do subgrupo normal é coprima com a ordem do grupo quociente.
Por exemplo, o teorema de Schur-Zassenhaus implica a existência de um produto semidireto entre grupos de ordem 6; existem dois desses produtos, um dos quais é um produto direto e o outro um grupo diedral. Em contraste, o teorema de Schur-Zassenhaus não diz nada sobre grupos de ordem 4 ou grupos de ordem 8, por exemplo.

## Generalizações
Dentro da teoria de grupo, a construção de produtos semidiretos pode ser levada muito mais longe. O produto de Zappa–Szép de grupos é uma generalização que, em sua versão interna, não assume que nenhum dos subgrupos seja normal.
Também existe uma construção na teoria dos anéis, o produto cruzado de anéis. Isso é construído da maneira natural a partir do anel de grupo para um produto semidireto de grupos. A abordagem da teoria de anéis pode ser generalizada ainda mais para a soma semidireta de álgebras de Lie.
Na geometria, também existe um produto cruzado para ações de grupos em espaço topológicos; infelizmente, em geral ele não comutativo mesmo que o grupo seja abeliano. Nesse contexto, o produto semidireto é o espaço das órbitas da ação do grupo. Esta última abordagem foi defendida por Alain Connes como uma substituta para abordagens por técnicas topológicas convencionais; ver geometria não comutativa.
Existem também generalizações de longo alcance na teoria das categorias. Elas mostram como construir categorias fibradas a partir de categorias indexadas. Esta é uma forma abstrata da construção do produto semidireto externo.

### Grupoides
Outra generalização é para grupoides. Isso ocorre na topologia porque se um grupo G age sobre um espaço X ele também age sobre o grupoide fundamental π1(X) do espaço. Então o produto semidireto π1(X) ⋊ G é relevante para encontrar o grupoide fundamental do espaço orbital X/G. Para obter detalhes completos, consulte o capítulo 11 do livro referenciado abaixo, e também alguns detalhes sobre produto semidireto no ncatlab.

### Categorias abelianas
Produtos semidiretos não triviais não surgem em categorias abelianas, como a categoria dos módulos. Nesse caso, o lema da cisão mostra que todo produto semidireto é um produto direto. Assim, a existência de produtos semidiretos reflete uma falha da categoria em ser abeliana.

## Notação
Normalmente, o produto semidireto de um grupo H agindo em um grupo N (na maioria dos casos por conjugação como subgrupos de um grupo comum) é denotado por N ⋊ H ou H ⋉ N No entanto, algumas fontes podem usar este símbolo com o significado oposto. Caso a ação φ: H → Aut(N) deva ser explicitada, escreve-se também N ⋊φ H. Uma maneira de pensar sobre o símbolo N ⋊ H é como uma combinação do símbolo para o subgrupo normal (◁) e o símbolo para o produto (×). Barry Simon, em seu livro sobre a teoria da representação de grupos, emprega a notação incomum {\displaystyle N\circledS _{\varphi }H} para o produto semidireto.
O Unicode lista quatro variantes:
|   | Valor  | MathML | Descrição Unicode                      |
| - | ------ | ------ | -------------------------------------- |
| ⋉ | U+22C9 | ltimes | LEFT NORMAL FACTOR SEMIDIRECT PRODUCT  |
| ⋊ | U+22CA | rtimes | RIGHT NORMAL FACTOR SEMIDIRECT PRODUCT |
| ⋋ | U+22CB | lthree | LEFT SEMIDIRECT PRODUCT                |
| ⋌ | U+22CC | rthree | RIGHT SEMIDIRECT PRODUCT               |

Aqui, a descrição Unicode do símbolo rtimes diz "fator normal à direita", em contraste com seu significado usual na prática matemática.
No LaTeX, os comandos \rtimes e \ltimes produzem os caracteres correspondentes.